# Sowjetischer Fußballpokal 1976
Der Sowjetische Fußballpokal 1976 war die 35. Austragung des sowjetischen Pokalwettbewerbs der Männer. Pokalsieger wurde Dinamo Tiflis. Das Team setzte sich im Finale gegen Titelverteidiger Ararat Jerewan durch. Dinamo Tiflis qualifizierte sich durch den Sieg für den Europapokal der Pokalsieger.

## Modus
An dem Wettbewerb nahmen ab der 1. Runde die 20 Zweitligisten und 6 Teams aus der drittklassigen Wtoraja Liga teil. Die 16 Erstligisten stiegen in der 2. Runde ein. Alle Begegnungen wurden in einem Spiel entschieden. Stand es nach regulärer Spielzeit unentschieden, wurde das Spiel um zweimal 15 Minuten verlängert. Stand danach kein Sieger fest, folgte ein Elfmeterschießen.

## Teilnehmende Teams
| Wysschaja Liga (16) | Wysschaja Liga (16) | Perwaja Liga (20) | Perwaja Liga (20) | Wtoraja Liga (6) |
| --- | --- | --- | --- | --- |
| - Dynamo Moskau - Lokomotive Moskau - Spartak Moskau - Torpedo Moskau - ZSKA Moskau - Ararat Jerewan - Dinamo Minsk - Dnjepr Dnjepropetrowsk | - Dynamo Kiew - Dinamo Tiflis - Karpaty Lwow - Krylja Sowetow Kuibyschew - Schachtjor Donezk - Sarja Woroschilowgrad - Tschernomorez Odessa - Zenit Leningrad | - Daugava Riga - Elbrus Naltschik - Kairat Alma-Ata - Kolchostschy Aschchabat - Kusbass Kemerowo - Kuban Krasnodar - Metallurg Saporoschje - Neftçi Baku - Nistru Kischinjow - Pamir Duschanbe | - Pachtakor Taschkent - SKA Rostow - Rubin Kasan - Schinnik Jaroslawl - Spartak Iwano-Frankowsk - Spartak Ordschonikidse - Swesda Perm - Tawrija Simferopol - Terek Grosny - Torpedo Kutaissi | - Amur Blagoweschtschensk - Dynamo Machatschkala - Krywbas Kriwoi Rog - Uralez Nischni Tagil - FK Yangiyer - FK Žalgiris Vilnius |

## 1. Runde
Teilnehmer: Die 20 Zweitligisten und die 3 Drittligisten
| Datum      |                         | Ergebnis              |                         |
| ---------- | ----------------------- | --------------------- | ----------------------- |
| 21.03.1976 | Amur Blagoweschtschensk | 1:0                   | Kusbass Kemerowo        |
| 21.03.1976 | Daugava Riga            | 0:1                   | SKA Rostow              |
| 21.03.1976 | Swesda Perm             | 3:1                   | FK Žalgiris Vilnius     |
| 21.03.1976 | Kairat Alma-Ata         | 1:0                   | Spartak Ordschonikidse  |
| 21.03.1976 | Krywbas Kriwoi Rog      | 0:1                   | Metallurg Saporoschje   |
| 21.03.1976 | Neftçi Baku             | 2:1                   | Kolchostschy Aschchabat |
| 21.03.1976 | Nistru Kischinjow       | 2:1                   | Rubin Kasan             |
| 21.03.1976 | Pamir Duschanbe         | 1:2                   | Torpedo Kutaissi        |
| 21.03.1976 | Pachtakor Taschkent     | 4:0                   | Dynamo Machatschkala    |
| 21.03.1976 | Spartak Iwano-Frankowsk | 2:0                   | Kuban Krasnodar         |
| 21.03.1976 | Tawrija Simferopol      | 3:0                   | Elbrus Naltschik        |
| 21.03.1976 | Terek Grosny            | 1:1 n. V. (4:5 i. E.) | FK Yangiyer             |
| 21.03.1976 | Schinnik Jaroslawl      | 2:1                   | Uralez Nischni Tagil    |

## 2. Runde
Teilnehmer: Die 13 Sieger der 1. Runde und 15 Erstligisten (alle, außer Dynamo Kiew).
| Datum      |                           | Ergebnis              |                         |
| ---------- | ------------------------- | --------------------- | ----------------------- |
| 27.03.1976 | Dynamo Moskau             | 1:0                   | Kairat Alma-Ata         |
| 27.03.1976 | Zenit Leningrad           | 1:1 n. V. (3:2 i. E.) | Spartak Iwano-Frankowsk |
| 27.03.1976 | Karpaty Lwow              | 1:0                   | Pachtakor Taschkent     |
| 27.03.1976 | Metallurg Saporoschje     | 1:1 n. V. (4:5 i. E.) | Dinamo Tiflis           |
| 27.03.1976 | Nistru Kischinjow         | 0:1                   | Torpedo Moskau          |
| 27.03.1976 | SKA Rostow                | 0:1                   | Ararat Jerewan          |
| 27.03.1976 | Spartak Moskau            | 3:4 n. V.             | Tawrija Simferopol      |
| 27.03.1976 | Torpedo Kutaissi          | 0:1                   | ZSKA Moskau             |
| 27.03.1976 | Schinnik Jaroslawl        | 0:2                   | Lokomotive Moskau       |
| 27.03.1976 | FK Yangiyer               | 0:1                   | Tschernomorez Odessa    |
| 27.03.1976 | Dnjepr Dnjepropetrowsk    | 2:0                   | Swesda Perm             |
| 28.03.1976 | Sarja Woroschilowgrad     | 2:1                   | Amur Blagoweschtschensk |
| 28.03.1976 | Krylja Sowetow Kuibyschew | 3:1                   | Dinamo Minsk            |
| 29.03.1976 | Schachtjor Donezk         | 1:0 n. V.             | Neftçi Baku             |

## Achtelfinale
Teilnehmer: Die 14 Sieger der 2. Runde
| Datum      |                       | Ergebnis  |                           |
| ---------- | --------------------- | --------- | ------------------------- |
| 05.05.1976 | Dinamo Tiflis         | 3:0       | Zenit Leningrad           |
| 05.05.1976 | Sarja Woroschilowgrad | 0:1 n. V. | Schachtjor Donezk         |
| 05.05.1976 | Karpaty Lwow          | 1:0       | Krylja Sowetow Kuibyschew |
| 05.05.1976 | Lokomotive Moskau     | 0:1 n. V. | Ararat Jerewan            |
| 06.05.1976 | Tawrija Simferopol    | 0:1       | Dnjepr Dnjepropetrowsk    |
| 12.05.1976 | ZSKA Moskau           | 2:1       | Torpedo Moskau            |
| 27.05.1976 | Tschernomorez Odessa  | 2:3 n. V. | Dynamo Moskau             |

## Viertelfinale
Teilnehmer: Die sieben Sieger aus dem Achtelfinale und Dynamo Kiew.
| Datum      |                        | Ergebnis              |                   |
| ---------- | ---------------------- | --------------------- | ----------------- |
| 04.06.1976 | Dnjepr Dnjepropetrowsk | 2:1                   | Dynamo Kiew       |
| 12.06.1976 | Dinamo Tiflis          | 2:1                   | Karpaty Lwow      |
| 03.07.1976 | Ararat Jerewan         | 2:1                   | ZSKA Moskau       |
| 03.07.1976 | Dynamo Moskau          | 0:0 n. V. (2:3 i. E.) | Schachtjor Donezk |

## Halbfinale
| Datum      |                   | Ergebnis |                        |
| ---------- | ----------------- | -------- | ---------------------- |
| 30.08.1976 | Ararat Jerewan    | 2:1      | Dnjepr Dnjepropetrowsk |
| 30.08.1976 | Schachtjor Donezk | 0:2      | Dinamo Tiflis          |

## Finale
| Paarung        | Dinamo Tiflis – Ararat Jerewan |
| Ergebnis       | 3:0 (1:0) |
| Datum          | 3. September 1976 |
| Stadion        | Olympiastadion Luschniki, Moskau |
| Zuschauer      | 45.000 |
| Schiedsrichter | Pawel Nikolajewitsch Kasakow |
| Tore           | 1:0 Dawit Qipiani (27.) 2:0 Pirus Kanteladse (64., Elfmeter) 3:0 Rewas Tschelebadse (68.) |
| Dinamo Tiflis  | Dawit Gogia – Nodar Chisanischwili, Pirus Kanteladse, Schota Chintschagaschwili – Sorbeg Ebralidse, Aleksandre Tschiwadse – Manutschar Madschaidse , Rewas Tschelebadse – Wladimir Guzajew, Dawit Qipiani (75. Surab Zeretli), Wachtang Kopaleischwili Cheftrainer: Nodar Achalkazi |
| Ararat Jerewan | Awetis Howsepjan – Sanasar Geworkjan, Armen Sarkisjan , Alexander Mirsojan – Norajr Mesropjan, Samwel Petrosjan – Aram Parsadanjan, Choren Howhannisjan – Armen Asarjan, Alexander Keropjan, Nasar Petrosjan Cheftrainer: Eduard Markarow                                           |
| Gelbe Karten   | Geworkjan (75.) – keine |